# Teluk Kembang Jambu
Teluk Kembang Jambu is een bestuurslaag in het regentschap Tebo van de provincie Jambi, Indonesië. Teluk Kembang Jambu telt 3393 inwoners (volkstelling 2010).